# 紀俊安
紀俊安（英語：Kei Chun On Aaron）(1994-)，是香港的一位社會活動人士，長期關注鐵路發展、票價等議題。

## 經歷

### 早年倡議工作
2009年的時候，紀俊安曾在康城站即將開通的時候，爭取成爲第一個入閘的人，並在紙上寫了對大台不滿的字眼，隨後被大台媒體的攝影機拍攝，被網民批評紀俊安「既要接受媒體訪問卻又要批評他們，有雙重標準」。

### 參與立法會會議
2013年5月3日，紀俊安應立法會邀請代表連‧繫‧鐵路參與鐵路事宜小組委員會，會上發表關於香港未來鐵路發展的意見，並呈交由連‧繫‧鐵路撰寫的意見書 。

### 參與城市論壇
2020年6月28日，紀應香港電台邀請代表港鐵票價關注組參與城市論壇，與會人士包括陳恆鑌、盧佩瑩及潘焯鴻，會上發表關於港鐵票價可加可減機制的意見。

## 關注議題

### 媒體焦點
在2022年，紀俊安接受訪問時指出媒體很少關注車費議題，在通車日時較多關注滑稽笑點而非值得關心的議題。

### 票價不規則
在2023年，紀俊安接受HK01媒體訪問時表達了對港鐵票價的關注具體觀點爲 港鐵的票價依然有「短貴長平」的問題，即是有部分站的路程較短，但票價反而比路程更長的站更高，如鑽石山站前往何文田站的票價比鑽石山站前往紅磡站的票價高，由此指出港鐵的車費結構需要更爲公開、透明。

## 組織
| 組織                          | 日期      |
| ----------------------------- | --------- |
| Rail Connection               | 2009-201? |
| 火車未到站 Train Not Arriving | 2017-     |
| 港鐵票價關注組                | 2019-     |

## 個人專頁
紀於2017年建立火車未到站專頁，內容主要為鐵路規劃、政策相關的資訊。

## 延伸閱讀
- 維基語錄上的紀俊安 （页面存档备份，存于）